# 阿马尔帕坦
阿马尔帕坦（Amarpatan），是印度中央邦Satna县的一个城镇。总人口16365（2001年）。

## 人口
该地2001年总人口16365人，其中男性8666人，女性7699人；0—6岁人口2784人，其中男1480人，女1304人；识字率62.90%，其中男性为70.54%，女性为54.31%。